# 道達爾塔
道達爾塔（法語：Tour Total）是位於法國首都巴黎郊區拉德芳斯的一座摩天大樓，是道達爾公司的總部。

## 历史
道達爾塔於1985年竣工，是巴黎第四高樓，高187米。

## 外部連結
- Structurae数据库中Tour Elf的数据